# Kalanchoe manginii
Kalanchoe manginii (campanas de playa) es una especie de planta con flores perteneciente a la familia Crassulaceae, nativa de Madagascar. Es una planta perenne siempre suculenta que crece hasta 30 cm de alto y ancho, con ramas arqueadas de hojas redondeadas y brillantes, y flores de color rojo salmón en forma de urna en la primavera. Como la temperatura mínima para el crecimiento es de 10 °C, en las regiones templadas, esta planta debe cultivarse bajo vidrio como planta de interior.
Todavía es ampliamente referenciado bajo su sinónimo Bryophyllum manginii.
Esta planta ha ganado el Premio al Mérito del Jardín de la Royal Horticultural Society.